# The Temple (Ohio)

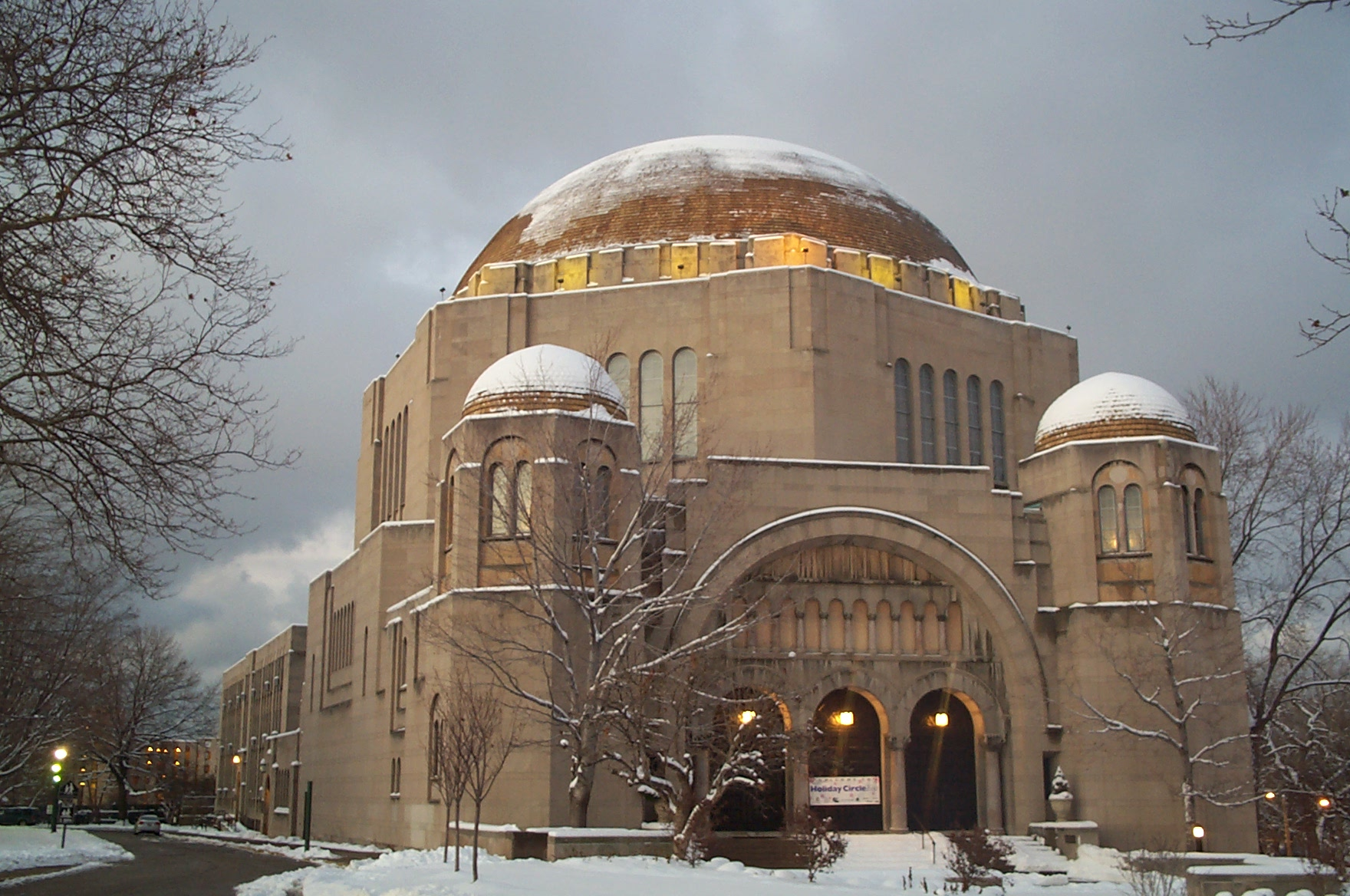
Die Synagoge The Temple in Cleveland, Ohio.

The Temple ist eine 1924 erbaute Synagoge am University Circle am Silver Park in Cleveland (Ohio) im neobyzantinischen Stil.

## Geschichte
Die Synagoge wurde 1924 nach Entwürfen des amerikanischen Architekten Charles R. Greco (1873–1962) erbaut, der in der ersten Hälfte des 20. Jahrhunderts in Boston tätig war. Das Gebäude am University Circle gehört der jüdischen Gemeinde The Temple – Tifereth Israel und wird an den hohen Feiertagen und bei den alltäglichen Veranstaltungen und Tagungen benutzt. Die Synagoge wird auch Silver’s Temple oder The Silver Sanctuary zu Ehren des Rabbiners Abba Hillel Silver (1893–1963) genannt. Die jüdische Gemeinde ließ 1963 eine Filialsynagoge, Temple Tifereth-Israel, im Vorort Beachwood erbauen, wo heute auch die meisten Gottesdienste gefeiert werden.
Die Synagoge wurde am 30. August 1974 unter Denkmalschutz gestellt und in die Denkmalliste des National Register of Historic Places eingetragen.

## Architektur und Ausstattung
Die Gestaltung des Gebäudes lehnt sich an byzantinische Vorbilder an, etwa die Hagia Sophia in Istanbul. Vergleichbare neobyzantinische Synagogen sind der Temple Emanu-El in San Francisco sowie die Hurva-Synagoge in Jerusalem. Der Bau wurde mit verschiedenen Bleiglasfenstern von Arthur Szyk ausgestattet, die Gideon, Samson und Judas Makkabäus zeigen.